# Павензув (Малопольське воєводство)
Павензув (пол. Pawęzów) — село в Польщі, у гміні Ліся Ґура Тарновського повіту Малопольського воєводства.
Населення — 914 осіб (2011).
У 1975-1998 роках село належало до Тарновського воєводства.

## Демографія
Демографічна структура станом на 31 березня 2011 року:
|          | Загалом | Допрацездатний вік | Працездатний вік | Постпрацездатний вік |
| -------- | ------- | ------------------ | ---------------- | -------------------- |
| Чоловіки | 470     | 123                | 307              | 40                   |
| Жінки    | 444     | 94                 | 275              | 75                   |
| Разом    | 914     | 217                | 582              | 115                  |